# 소옥지
소옥지(蕭玉娡, ? ~ ?)는 중국 남북조 시대 양나라의 황족이다.
양나라 건국 후 안길공주(安吉公主)로 봉해졌다. 양 무제의 넷째 딸이고, 어머니는 누군지 알 수 없다. 남편은 왕영(王瑩)의 아들 왕실(王實)이다.